# Élection pontificale de 1280-1281
L'élection pontificale de 1280-1281 est celle par laquelle les cardinaux de l'Église catholique romaine élisent le successeur de Nicolas III, mort le 22 août 1280 : l'élu est le cardinal Simon de Brion qui devient pape sous le nom de Martin IV.

## Cardinaux-électeurs
- Ordonho Alvares
- Latino Malabranca Orsini,
- Bentivenga da Bentivengi,
- Anchero Pantaléon
- Simon de Brion
- Guillaume de Bray
- Gerardo Bianchi
- Girolamo Masci
- Giacomo Savelli
- Goffredo da Alatri
- Matteo Rosso Orsini
- Giordano Orsini
- Giacomo Colonna